# 銅中心 (阿拉斯加州)
銅中心（英語：Copper Center）是位於美國阿拉斯加州瓦爾迪茲-科爾多瓦人口普查區的一個人口普查指定地區。根據2010年美國人口普查，該地共人口328人，而該地的面積約為35.60平方千米。

## 地理
銅中心的座標為61°57′55″N 145°19′06″W / 61.96528°N 145.31833°W，而該地的平均海拔高度為318米（即1043英尺）。